# Campionati europei under 23 di atletica leggera 2007
Il VI Campionato europeo under 23 di atletica leggera si è disputato a Debrecen, in Ungheria, dal 12 al 15 luglio 2007.

## Nazioni partecipanti
Tra parentesi, il numero di atleti partecipanti per nazione.
- Armenia (1)
- Austria (4)
- Azerbaigian (1)
- Belgio (13)
- Bielorussia (23)
- Bosnia ed Erzegovina (1)
- Bulgaria (9)
- Rep. Ceca (27)
- Cipro (10)
- Croazia (8)
- Danimarca (8)

- Estonia (11)
- Finlandia (24)
- Francia (65)
- Germania (60)
- Grecia (25)
- Irlanda (6)
- Islanda (3)
- Israele (14)
- Italia (44)
- Lettonia (14)
- Lituania (23)

- Lussemburgo (2)
- Macedonia (1)
- Malta (1)
- Moldavia (6)
- Montenegro (1)
- Norvegia (17)
- Paesi Bassi (18)
- Polonia (59)
- Portogallo (19)
- Regno Unito (46)
- Romania (21)

- Russia (72)
- San Marino (1)
- Serbia (4)
- Slovacchia (8)
- Slovenia (7)
- Spagna (44)
- Svezia (28)
- Svizzera (9)
- Turchia (10)
- Ucraina (44)
- Ungheria (39)

## Risultati
I risultati del campionato sono stati:

### Uomini
| Specialità | Oro                                                                  | Prestazione | Argento                                                                        | Prestazione | Bronzo                                                                 | Prestazione |
| Corse piane |                                                                      |             |                                                                                |             |                                                                        |             |
| 100 metri | Simeon Williamson Regno Unito                                        | 10"10       | Craig Pickering Regno Unito                                                    | 10"14       | Martial Mbandjock Francia                                              | 10"27       |
| 200 metri | Visa Hongisto Finlandia                                              | 20"84       | Vojtech Sulc Rep. Ceca                                                         | 20"91       | Rikki Fifton Regno Unito                                               | 21"02       |
| 400 metri | Denis Alekseyev Russia                                               | 45"69       | Zeljko Vincek Croazia                                                          | 45"69       | Kacper Kozlowski Polonia                                               | 45"86       |
| 800 metri | Marcin Lewandowski Polonia                                           | 1'49"9      | Oleksandr Osmolovych Ucraina                                                   | 1'50"21     | Abdesslam Merabet Francia                                              | 1'50"31     |
| 1.500 metri | Álvaro Rodríguez Spagna                                              | 3'44"00     | Yohan Durand Francia                                                           | 3'44"38     | Barnabàs Bene Ungheria                                                 | 3'44"47     |
| 5.000 metri | Noureddine Smail Francia                                             | 13'53"15    | Andrey Safronov Russia                                                         | 13'54"04    | Kemal Koyuncu Turchia                                                  | 13'54"32    |
| 10.000 metri | Anatoliy Rybakov Russia                                              | 29'09"89    | Michel Butter Paesi Bassi                                                      | 29'12"95    | Daniele Meucci Italia                                                  | 29'18"26    |
| Corse a ostacoli |                                                                      |             |                                                                                |             |                                                                        |             |
| 110 metri ostacoli | Konstadinos Douvalidis Grecia                                        | 13"49       | Adrien Deghelt Belgio                                                          | 13"59       | Emanuele Abate Italia                                                  | 13"66       |
| 400 metri ostacoli | David Greene Regno Unito                                             | 49"58       | Fadil Bellaabouss Francia                                                      | 49"58       | Milan Kotur Croazia                                                    | 50"14       |
| 3000 metri siepi | Mahiedine Mekhissi-Benabbad Francia                                  | 8'33"91     | Ildar Minshin Russia                                                           | 8'34"27     | Balàzs Ott Ungheria                                                    | 8'35"04     |
| Corse su strada |                                                                      |             |                                                                                |             |                                                                        |             |
| 20 km marcia | Valerij Borčin Russia                                                | 1h20'43     | Andrey Krivov Russia                                                           | 1h21'51     | Sergey Bakulin Russia                                                  | 1h23'33     |
| Staffette |                                                                      |             |                                                                                |             |                                                                        |             |
| Staffetta 4x100 m | Regno Unito Ryan Scott Craig Pickering Rikki Fifton James Ellington  | 38"95 = =   | Portogallo Dany Gonçalves Arnaldo Abrantes Ricardo Martins Yazaldes Nascimento | 39"37       | Finlandia Hannu Hamäläinen Visa Hongisto Rami Jokinen Jonathan Åstrand | 39"53       |
| Staffetta 4x400 m | Russia Maksim Dyldin Denis Alekseyev Artem Sergeyenkov Anton Kokorin | 3'02"13     | Polonia Grzegorz Klimczyk Patryk Baranowski Piotr Dabrowski Kacper Kozlowski   | 3'04"76     | Germania Jonas Plass Florian Schwalm Matthias Bos Martin Grothkopp     | 3'05"25     |
| Salti |                                                                      |             |                                                                                |             |                                                                        |             |
| Salto in alto | Linus Thörnblad Svezia                                               | 2,24 m      | Benjamin Lauckner Germania                                                     | 2,21 m      | Jussi Viita Finlandia                                                  | 2,21 m      |
| Salto con l'asta | Pavel Prokopenko Russia                                              | 5,75 m      | Jesper Fritz Svezia                                                            | 5,70 m      | Denys Fedas Ucraina                                                    | 5,65 m      |
| Salto in lungo | Michal Rosiak Polonia                                                | 7,94 m      | Petteri Lax Finlandia                                                          | 7,89 m      | Roman Novotny Rep. Ceca                                                | 7,87 m      |
| Salto triplo | Gary White Regno Unito                                               | 16,33 m     | Adrian Swiderski Polonia                                                       | 16,29 m     | Yuriy Zhuravlyev Russia                                                | 16,22 m     |
| Lanci |                                                                      |             |                                                                                |             |                                                                        |             |
| Getto del peso | Jakub Giża Polonia                                                   | 19,87 m     | Luka Rujevic Serbia                                                            | 19,55 m     | Aleksandr Grekov Russia                                                | 19,13 m     |
| Lancio del disco | Martin Wierig Germania                                               | 61,10 mv    | Jan Marcell Rep. Ceca                                                          | 58,48 m     | Apostolos Parellīs Cipro                                               | 58,16 m     |
| Lancio del giavellotto | Alexander Vieweg Germania                                            | 79,56 m     | Karlis Alainis Lettonia                                                        | 76,83 m     | Oleksandr Pyatnytsya Ucraina                                           | 76,28 m     |
| Lancio del martello | Yury Shayunou Bielorussia                                            | 74,92 m     | Kristòf Nemeth Ungheria                                                        | 72,56 m     | Marcel Lomnicky Slovacchia                                             | 72,17 m     |
| Prove multiple |                                                                      |             |                                                                                |             |                                                                        |             |
| Decathlon | Andrei Krauchanka Bielorussia                                        | 8492 p.     | Pascal Behrenbruch Germania                                                    | 8239 p.     | Arkadiy Vasilyev Russia                                                | 8179 p.     |
| record mondiale; record mondiale stagionale; miglior prestazione mondiale under 23; miglior prestazione mondiale stagionale under 23; record europeo; miglior prestazione europea stagionale; miglior prestazione europea under 23; miglior prestazione europea stagionale under 23; record dei campionati; record nazionale; record nazionale under 23; record personale; record personale stagionale. |                                                                      |             |                                                                                |             |                                                                        |             |

### Donne
| Specialità | Oro                                                                               | Prestazione | Argento                                                                          | Prestazione | Bronzo                                                                      | Prestazione |
| Corse piane |                                                                                   |             |                                                                                  |             |                                                                             |             |
| 100 metri | Verena Sailer Germania                                                            | 11"66       | Montell Douglas Regno Unito                                                      | 11"66       | Myriam Soumaré Francia                                                      | 11"68       |
| 200 metri | Yuliya Chermoshanskaya Russia                                                     | 23"19       | Nelly Banco Francia                                                              | 23"36       | Marta Jeschke Polonia                                                       | 23"42       |
| 400 metri | Lyudmila Litvinova Russia                                                         | 51"25       | Olga Shulikova Russia                                                            | 51"57       | Kseniya Zadorina Russia                                                     | 51"78       |
| 800 metri | Mariya Shapayeva Russia                                                           | 2'00"86     | Elodie Guegan Francia                                                            | 2'01"26     | Vanja Perisic Croazia                                                       | 2'01"34     |
| 1.500 metri | Abby Westley Regno Unito                                                          | 4'15"48     | Lizi Brathwaite Regno Unito                                                      | 4'16"45     | Tatyana Beltyukova Russia                                                   | 4'16"49     |
| 5.000 metri | Laura Kenney Regno Unito                                                          | 16'22"28    | Volha Minina Bielorussia                                                         | 16'27"31    | Marta Romo Spagna                                                           | 16'29"56    |
| 10.000 metri | Volha Minina Bielorussia                                                          | 33'06"37    | Irina Sergeyeva Russia                                                           | 33'08"69    | Alina Alekseyeva Russia                                                     | 33'09"63    |
| Corse a ostacoli |                                                                                   |             |                                                                                  |             |                                                                             |             |
| 100 metri ostacoli | Nevin Yanıt Turchia                                                               | 12"90       | Christina Vukicevic Norvegia                                                     | 13"08       | Jessica Ennis Regno Unito                                                   | 13"09       |
| 400 metri ostacoli | Angela Morosanu Romania                                                           | 54"50       | Irina Obedina Russia                                                             | 55"19       | Zuzana Hejnová Rep. Ceca                                                    | 55"93       |
| 3000 metri siepi | Katarzyna Kowalska Polonia                                                        | 9'39"40     | Ancuta Bobocel Romania                                                           | 9'41"84     | Sara Moreira Portogallo                                                     | 9'42"47     |
| Corse su strada |                                                                                   |             |                                                                                  |             |                                                                             |             |
| 20 km marcia | Tatyana Shemyakina Russia                                                         | 1h28'48     | Svetlana Solovyova Russia                                                        | 1h33'58     | Ol'ga Michajlova Russia                                                     | 1h34'41     |
| Staffette |                                                                                   |             |                                                                                  |             |                                                                             |             |
| Staffetta 4x100 m | Russia Yuna Mekhti-Zade Kseniya Vdovina Natalya Murinovich Yuliya Chermoshanskaya | 43"67       | Germania Anne-Kathrin Elbe Verena Sailer Mareike Peters Anne Mõllinger           | 43"75       | Polonia Paulina Siemeniako Ewelina Klocek Marta Jeschke Iwona Brzezinska    | 43"78       |
| Staffetta 4x400 m | Russia Olga Shulikova Kseniya Zadorina Novikova Lyudmila Litvinova                | 3'26"58     | Francia Marie-Angelique Lacordelle Symphora Behi Virginie Michanol Thélia Sigère | 3'30"56     | Ucraina Anna Plotitsyna Kseniya Karandyuk Yuliya Irhina Oleksandra Peycheva | 3'33"90     |
| Salti |                                                                                   |             |                                                                                  |             |                                                                             |             |
| Salto in alto | Svetlana Shkolina Russia                                                          | 1,92 m      | Adonìa Steryiou Grecia                                                           | 1,92 m      | Ebba Jungmark Svezia                                                        | 1,89 m      |
| Salto con l'asta | Aleksandra Kiryashova Russia                                                      | 4,50 m      | Anna Schultze Germania                                                           | 4,35 m      | Anna Battke Germania                                                        | 4,35 m      |
| Salto in lungo | Anna Nazarova Russia                                                              | 6,81 m      | Denisa Scerbova Rep. Ceca                                                        | 6,80 m      | Yelena Sokolova Russia                                                      | 6,71 m      |
| Salto triplo | Liliya Kulyk Ucraina                                                              | 14,39 m     | Yekaterina Kayukova Russia                                                       | 14,11 m     | Anastasiya Taranova Russia                                                  | 13,99 m     |
| Lanci |                                                                                   |             |                                                                                  |             |                                                                             |             |
| Getto del peso | Irina Tarasova Russia                                                             | 18,26 m     | Denise Heinrichs Germania                                                        | 17,56 m     | Anna Avdeyeva Russia                                                        | 17,47 m     |
| Lancio del disco | Kateryna Karsak Ucraina                                                           | 64,40 m     | Dar'ja Piščal'nikova Russia                                                      | 64,15 m     | Veronika Watzek Austria                                                     | 57,15 m     |
| Lancio del martello | Mariya Smaliachkova Bielorussia                                                   | 69,34 m     | Lenka Ledvinova Rep. Ceca                                                        | 67,63 m     | Nataliya Zolotuhina Ucraina                                                 | 67,00 m     |
| Lancio del giavellotto | Linda Stahl Germania                                                              | 62,17 m     | Annika Suthe Germania                                                            | 57,86 m     | Madara Palameika Lettonia                                                   | 57,07 m     |
| Prove multiple |                                                                                   |             |                                                                                  |             |                                                                             |             |
| Eptathlon | Viktorija Zemaityte Lituania                                                      | 6219 p.     | Jolanda Keizerl Paesi Bassi                                                      | 6219 p.     | Julia Mächtig Germania                                                      | 6151 p.     |
| record mondiale; record mondiale stagionale; miglior prestazione mondiale under 23; miglior prestazione mondiale stagionale under 23; record europeo; miglior prestazione europea stagionale; miglior prestazione europea under 23; miglior prestazione europea stagionale under 23; record dei campionati; record nazionale; record nazionale under 23; record personale; record personale stagionale. |                                                                                   |             |                                                                                  |             |                                                                             |             |

## Medagliere
Legenda
     Paese ospitante
| Pos.   | Paese       | Oro | Argento | Bronzo | Totale |
| ------ | ----------- | --- | ------- | ------ | ------ |
| 1      | Russia      | 15  | 8       | 11     | 34     |
| 2      | Regno Unito | 6   | 3       | 2      | 11     |
| 3      | Germania    | 4   | 6       | 3      | 13     |
| 4      | Polonia     | 4   | 2       | 3      | 9      |
| 5      | Bielorussia | 4   | 1       | 0      | 5      |
| 6      | Francia     | 2   | 5       | 3      | 10     |
| 7      | Ucraina     | 2   | 1       | 5      | 8      |
| 8      | Finlandia   | 1   | 1       | 2      | 4      |
| 9      | Svezia      | 1   | 1       | 1      | 3      |
| 10     | Grecia      | 1   | 1       | 0      | 2      |
| 10     | Romania     | 1   | 1       | 0      | 2      |
| 12     | Spagna      | 1   | 0       | 1      | 2      |
| 12     | Turchia     | 1   | 0       | 1      | 2      |
| 14     | Lituania    | 1   | 0       | 0      | 1      |
| 15     | Rep. Ceca   | 0   | 4       | 2      | 6      |
| 16     | Paesi Bassi | 0   | 2       | 0      | 2      |
| 17     | Croazia     | 0   | 1       | 2      | 3      |
| 17     | Ungheria    | 0   | 1       | 2      | 3      |
| 19     | Portogallo  | 0   | 1       | 1      | 2      |
| 19     | Lettonia    | 0   | 1       | 1      | 2      |
| 21     | Austria     | 0   | 1       | 0      | 1      |
| 21     | Belgio      | 0   | 1       | 0      | 1      |
| 21     | Norvegia    | 0   | 1       | 0      | 1      |
| 21     | Serbia      | 0   | 1       | 0      | 1      |
| 25     | Italia      | 0   | 0       | 2      | 2      |
| 26     | Cipro       | 0   | 0       | 1      | 1      |
| 26     | Slovacchia  | 0   | 0       | 1      | 1      |
| Totale | Totale      | 44  | 44      | 44     | 132    |